# Katrina Kaif
Katrina Kaif (Turquotte, Hongkong, 16 juli 1984) is een Indiase actrice en model.

## Biografie
Katrina Kaif werd geboren in Hongkong. Haar vader komt oorspronkelijk uit Kashmir. Haar moeder is van oorsprong Brits. Haar ouders scheidden toen ze nog heel jong was en ze werd voornamelijk opgevoed door haar moeder. Toen ze naar India ging om te werken, veranderde ze haar achternaam in Kaif. Ze gaf als reden hiervoor dat dit van oorsprong een Indiase naam is.
Kaif is in haar jeugd vaak verhuisd en heeft veel gereisd. Vanuit haar geboorteplaats Hongkong verhuisde haar familie naar China en vervolgens naar Japan. Op 8-jarige leeftijd ging ze met haar moeder naar Frankrijk. Hierna woonde ze een aantal maanden in Zwitserland, Polen, Duitsland, België en een aantal andere Europese landen. Vervolgens verhuisde ze met haar familie naar Hawaï. Uiteindelijk verhuisde haar familie naar het geboorteland van haar moeder, het Verenigd Koninkrijk. Vaak wordt gezegd dat Kaif uit Londen komt, hoewel ze daar slechts drie maanden heeft gewoond. Hierna reisde ze naar Mumbai.
Ze heeft sinds 2003 in vele Bollywood-films gespeeld en is daarmee bekend geworden. Een aantal bekende films waarin zij heeft gespeeld zijn Partner, Race en Singh is Kinng. In 2015 kreeg ze haar eigen wassenbeeld in het Madame Tussauds.

## Privéleven
Kaif maakt weinig bekend over haar privéleven. Op 9 december 2021 stapte ze in het huwelijksbootje met Vicky Kaushal.

## Filmografie
| Film                       | Jaar | Rol                                | Notitie                    |
| -------------------------- | ---- | ---------------------------------- | -------------------------- |
| Boom                       | 2003 | Rina Kaif/Popdi Chinchpokli        |                            |
| Malliswari                 | 2004 | Malliswari                         | Telugu film                |
| Sarkar                     | 2005 | Pooja                              |                            |
| Maine Pyaar Kyun Kiya?     | 2005 | Sonia                              |                            |
| Allari Pidugu              | 2005 | Swati                              | Telugu film                |
| Humko Deewana Kar Gaye     | 2006 | Jia S.Yashvardhan                  |                            |
| Balram vs. Tharadas        | 2006 | Supriya Menon                      | Malayalam film             |
| Namastey London            | 2007 | Jasmeet Malhotra Singh             |                            |
| Apne                       | 2007 | Nandini                            |                            |
| Partner                    | 2007 | Priya Jaisingh                     |                            |
| Welcome                    | 2007 | Sanjana Shankar Shetty             |                            |
| Race                       | 2008 | Sophia Singh                       |                            |
| Singh Is Kinng             | 2008 | Sonia Singh                        |                            |
| Hello                      | 2008 | verhalenverteller                  | Cameo                      |
| Yuvvraaj                   | 2008 | Anushka Banton                     |                            |
| New York                   | 2009 | Maya Shaikh                        |                            |
| Blue                       | 2009 | Nikita Malhotra                    | Cameo                      |
| Ajab Prem Ki Ghazab Kahani | 2009 | Jennifer "Jenny" Pinto             |                            |
| De Dana Dan                | 2009 | Anjali Kakkad                      |                            |
| Raajneeti                  | 2010 | Indu Pratap                        |                            |
| Tees Maar Khan             | 2010 | Anya Khan                          |                            |
| Zindagi Na Milegi Dobara   | 2011 | Laila                              |                            |
| Bodyguard                  | 2011 |                                    | nummer "Bodyguard"         |
| Mere Brother Ki Dulhan     | 2011 | Dimple Dixit                       |                            |
| Agneepath                  | 2012 |                                    | nummer "Chikni Chameli"    |
| Ek Tha Tiger               | 2012 | Zoya Nazar Jung                    |                            |
| Jab Tak Hai Jaan           | 2012 | Meera Thapar                       |                            |
| Main Krishna Hoon          | 2013 |                                    | Cameo                      |
| Bombay Talkies             | 2013 |                                    | nummer "Sheila Ki Jawani"  |
| Dhoom 3                    | 2013 | Aaliya                             |                            |
| Bang Bang!                 | 2014 | Harleen Sahni                      |                            |
| Phantom                    | 2015 | Nawaz Mistry                       |                            |
| Fitoor                     | 2016 | Firdaus Jaan Naqvi                 |                            |
| Baar Baar Dekho            | 2016 | Diya Kapoor/Diya Verma/Diya Khanna |                            |
| Jagga Jasoos               | 2017 | Shruti Sengupta                    |                            |
| Tiger Zinda Hai            | 2017 | Zoya Nazar Jung                    |                            |
| Welcome to New York        | 2018 |                                    | Cameo                      |
| Thugs of Hindostan         | 2018 | Suraiyya Jaan                      |                            |
| Zero                       | 2018 | Babita Kumari                      |                            |
| Bharat                     | 2019 | Kumud Raina                        |                            |
| Angrezi Medium             | 2020 |                                    | nummer "Kudi Nu Nachne De" |
| Sooryavanshi               | 2021 | Ria Sooryavanshi                   |                            |
| Phone Bhoot                | 2022 | Ragini Maheshwari                  |                            |
| Tiger 3                    | 2023 | Zoya Nazar Jung                    |                            |
| Merry Christmas            | 2024 | Maria                              |                            |